# Ton Hol
Anthonius Marinus (Ton) Hol (Beneden-Leeuwen, 25 juni 1954) is een Nederlands jurist en rechtsfilosoof.
Hol studeerde rechten en wijsbegeerte aan de Katholieke Universiteit Nijmegen. Hij promoveerde op 28 april 1993 aan de Universiteit Leiden op het proefschrift Gewogen recht. Billijkheid en efficiëntie bij onrechtmatige daad; promotoren waren Herman van Gunsteren en Hans Nieuwenhuis. Na zijn promotie werd hij benoemd tot universitair hoofddocent aan de Universiteit Utrecht. Met ingang van 1 december 1994 werd hij aan die universiteit benoemd tot gewoon hoogleraar rechtstheorie en encyclopedie. De leeropdracht werd in 2002 gewijzigd naar rechtsfilosofie en encyclopedie van het recht. Zijn onderzoek concentreert zich rond rechtspraak en oordeelsvorming. Hij was (mede)oprichter van het Montaigne Centrum voor Rechtsstaat en Rechtspleging van de Universiteit Utrecht. Hol was ook initiatiefnemer voor de Utrecht Law Review, waarvan hij ‘Honorary Chairman’ is. In 2020 ging Hol met emeritaat als hoogleraar; hij werd opgevolgd door Elaine Mak. Bij zijn emeritaat werd hem een liber amicorum aangeboden getiteld Rechtstheorie en praktijk. Hij adviseert universiteiten en andere instellingen op het gebied van integriteit en is raadsheer-plaatsvervanger bij het Gerechtshof Den Haag (tot 2016 bij het Gerechtshof Amsterdam) en rechter-plaatsvervanger bij de Rechtbank Noord-Holland.
Hol is getrouwd met Tineke Cleiren, emeritus hoogleraar straf- en strafprocesrecht aan de Universiteit Leiden.